# Chiesa di San Michele (Brusino Arsizio)
La chiesa parrocchiale di San Michele è un edificio religioso che si trova a Brusino Arsizio, in Canton Ticino.

## Storia
La costruzione viene citata in documenti storici risalenti al 1508 quando venne separata dalla chiesa matrice di Riva San Vitale, e infatti la facciata e parte della navata rivelano un'architettura manierista mentre sono evidenti all'interno le pesanti modifiche effettuate dal 1660 al 1675 per conformarla al gusto del tempo, in stile barocco soprattutto nell'abside e nelle cappelle. La chiesa ha subito restauri nel 1944.
La dedica al santo rivela una radice longobarda in quanto San Michele era un culto legato alla monarchia longobarda.

## Descrizione

### Esterno
La facciata, a due ordini di lesene, è sormontata da un frontone con timpano decorato con un cartiglio riportante le date 1508-1911. Ogni ordine è sormontato da una trabeazione e quella superiore sostenuta da modiglioni. Le lesene dividono la facciata in tre parti con la parte centrale leggermente sporgente.
L'unico portale è sovrastato da una nicchia centrale semicircolare con cornice decorata che contiene la statua dell'arcangelo San Michele, raffigurato con spada sguainata e bilancia nell'altra mano e sormontante un diavolo a forma di drago, opera di Domenico Rossi, mentre nel sovrastante ordine di lesene si hanno due nicchie semicircolari laterali con le statue di San Pietro, raffigurato con una chiave in mano, e di San Paolo, raffigurato con una spada, rispettivamente di Ambrogio e Giosia Poma, che affiancano un'edicola centrale vuota. Le tre statue della facciata sono del 1911. 

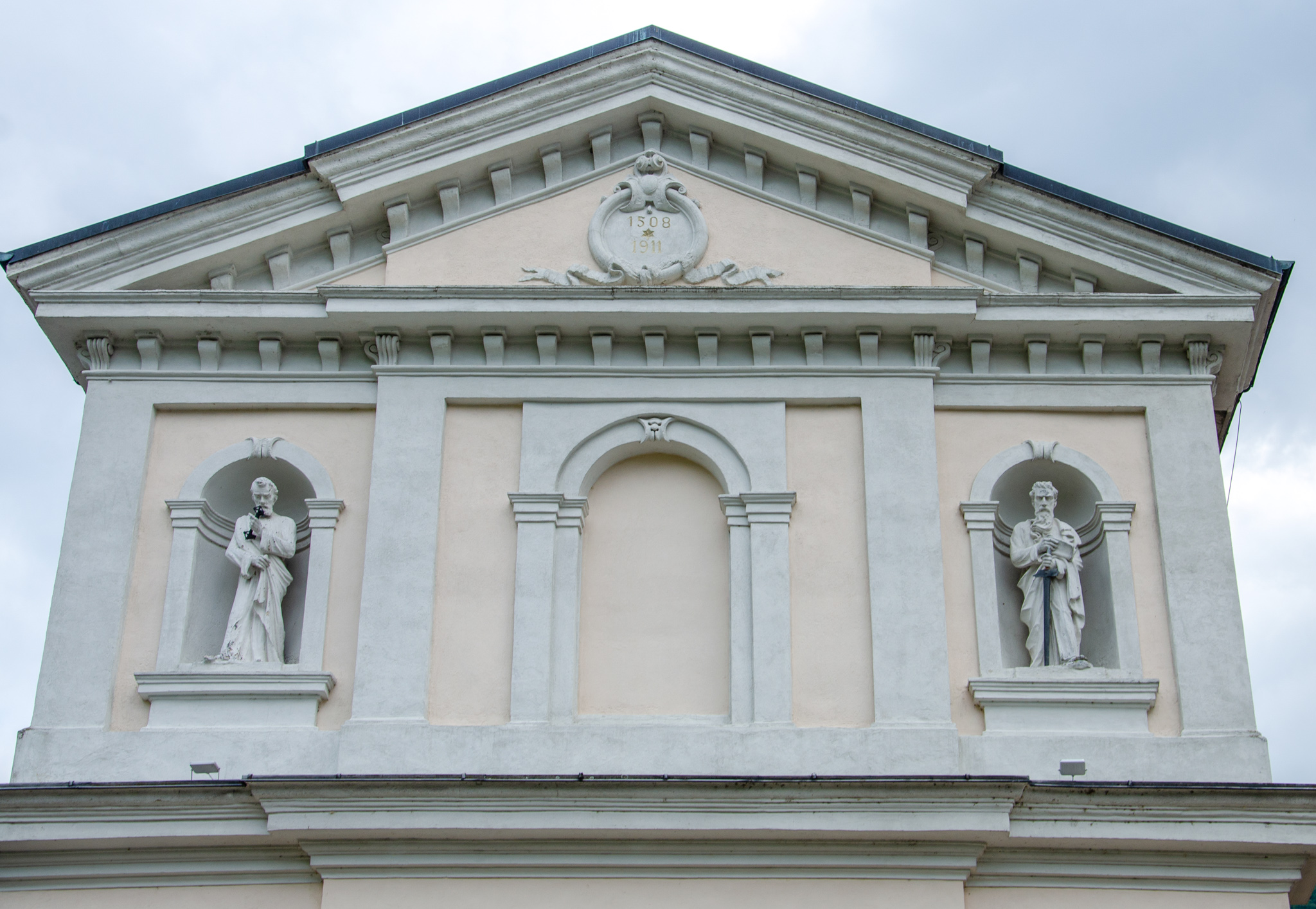
Parte superiore della facciata
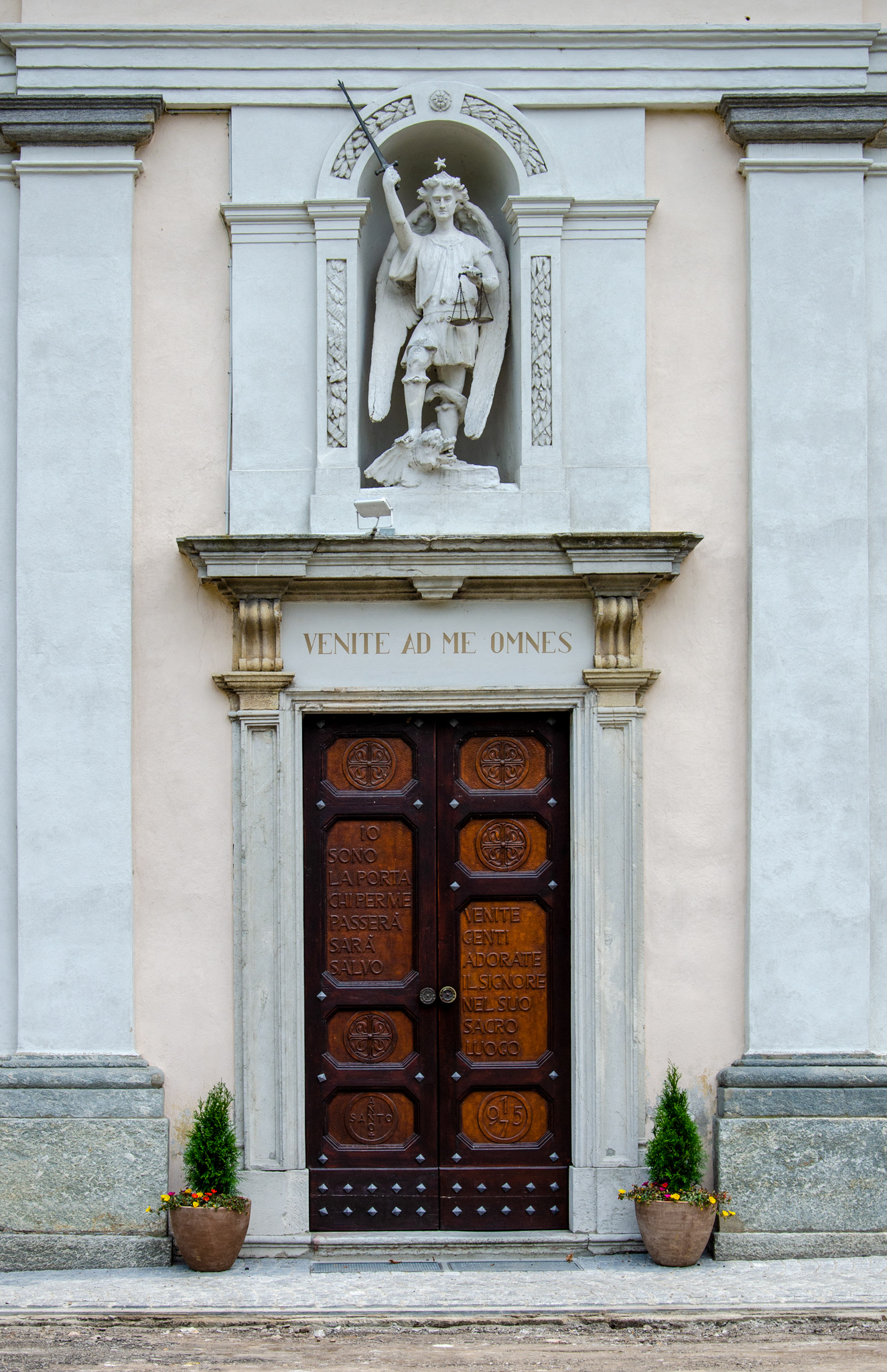
Parte inferiore della facciata
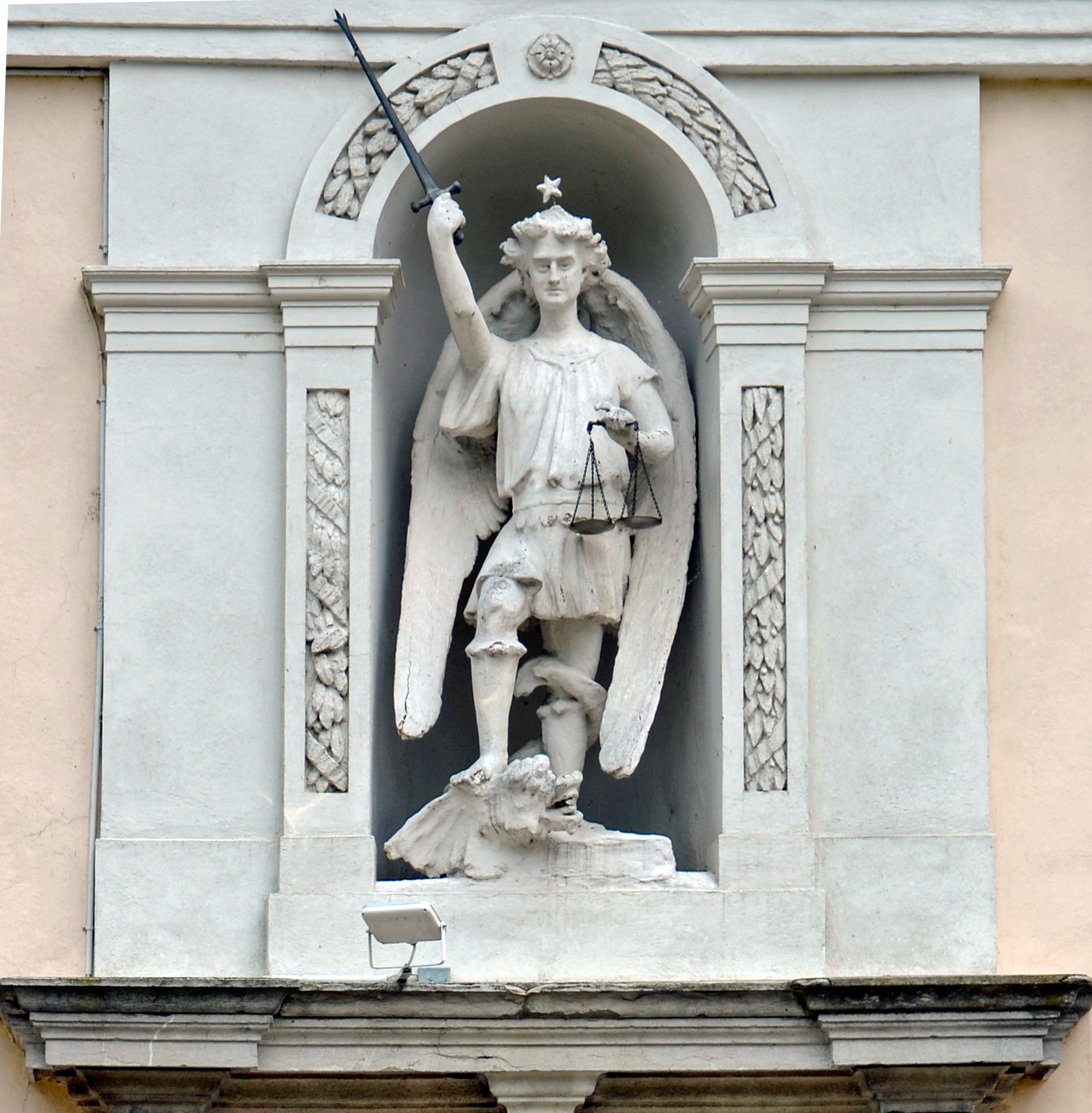
San Michele Arcangelo di Domenico Rossi
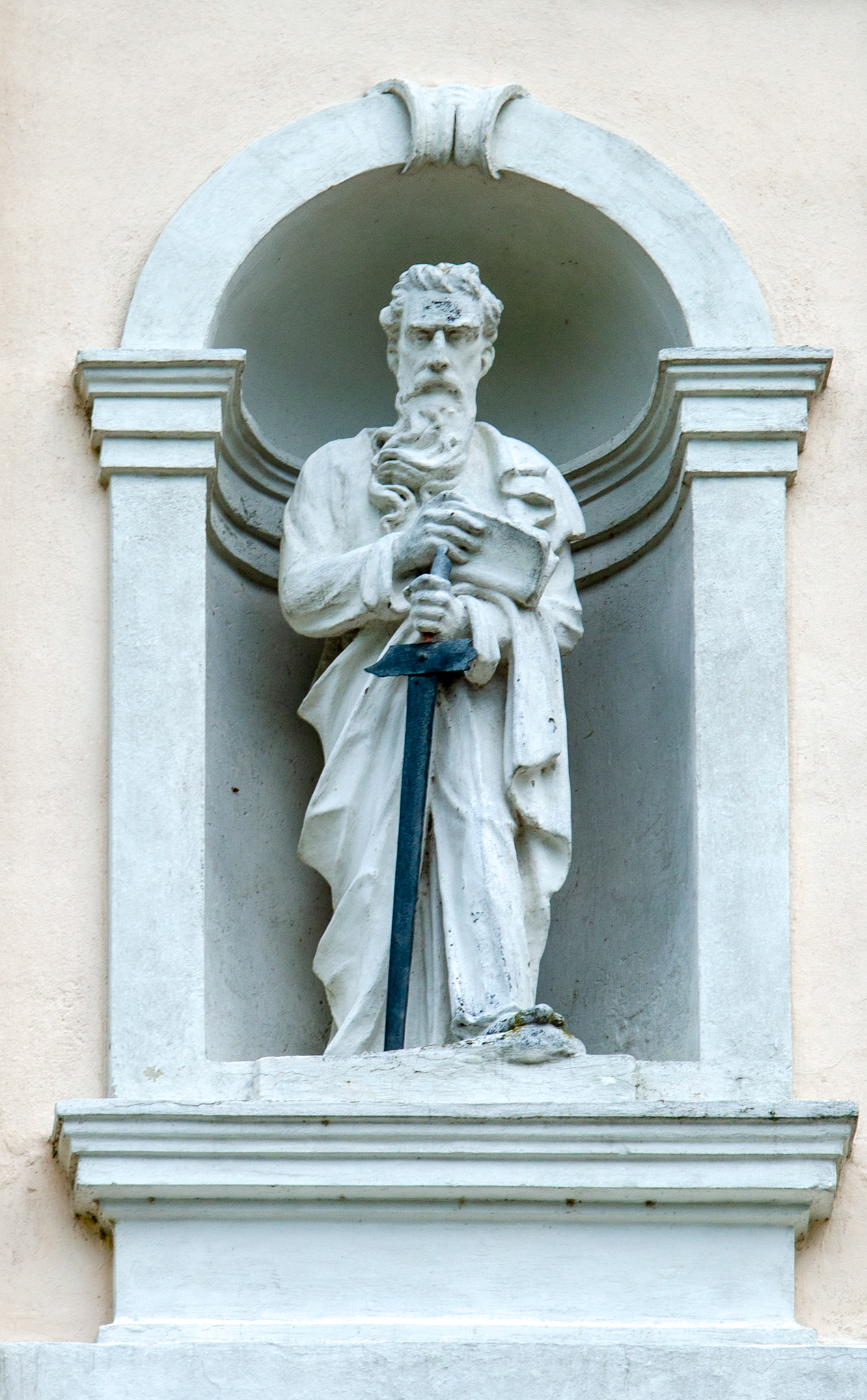
San Paolo di Giosia Poma
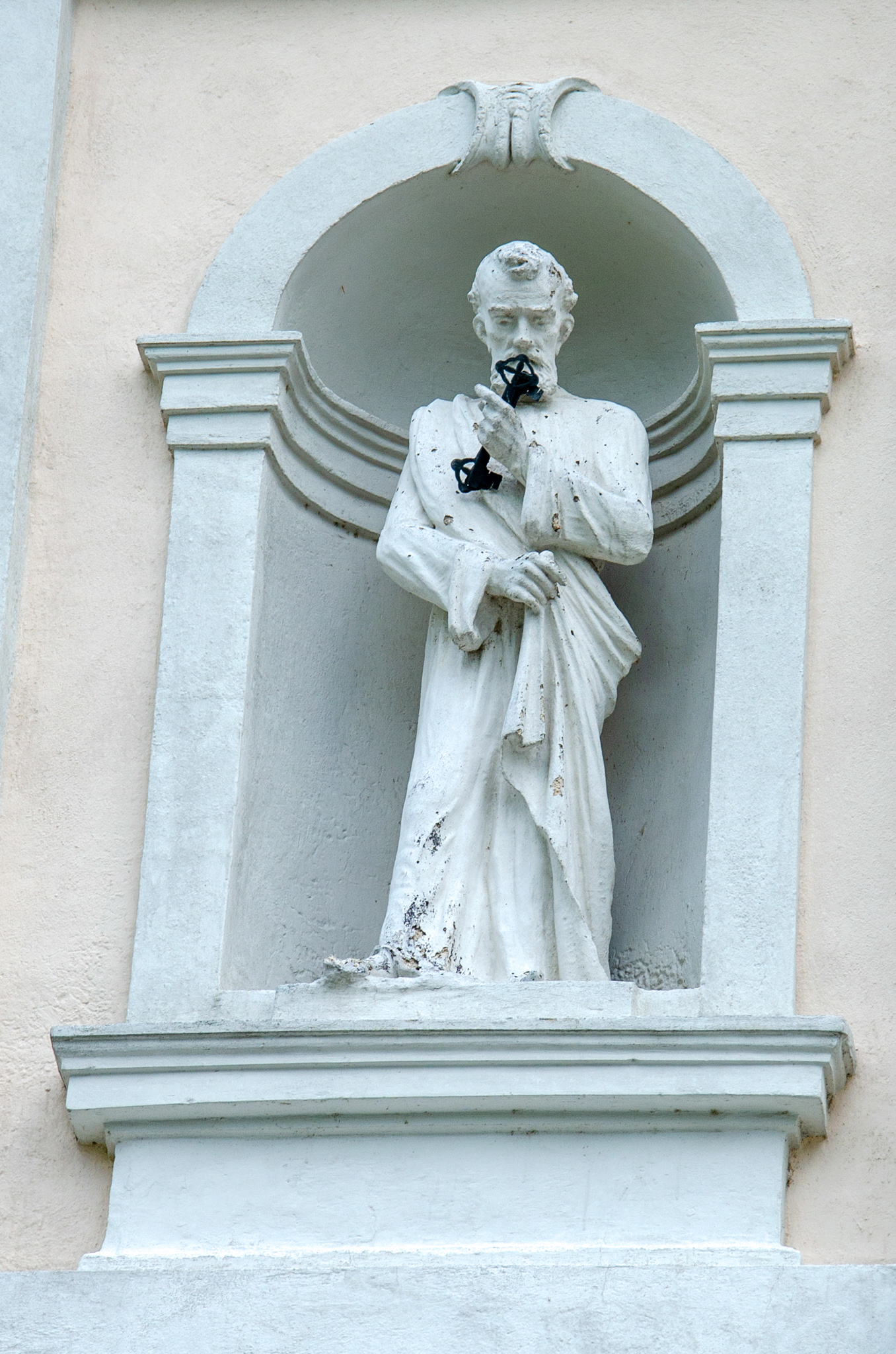
San Pietro di Ambrogio Poma
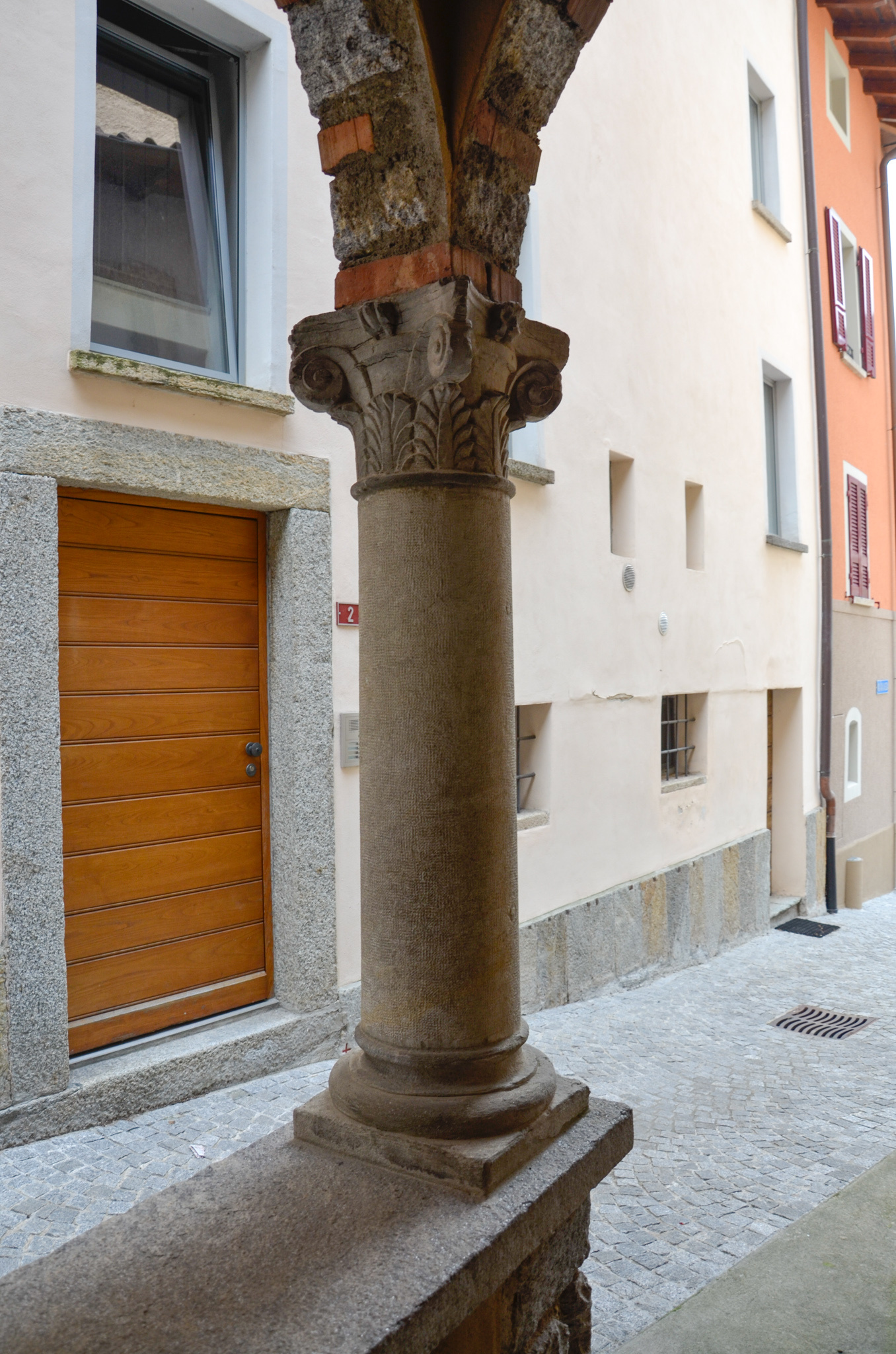
Colonna del portico dell'entrata laterale

### Interno

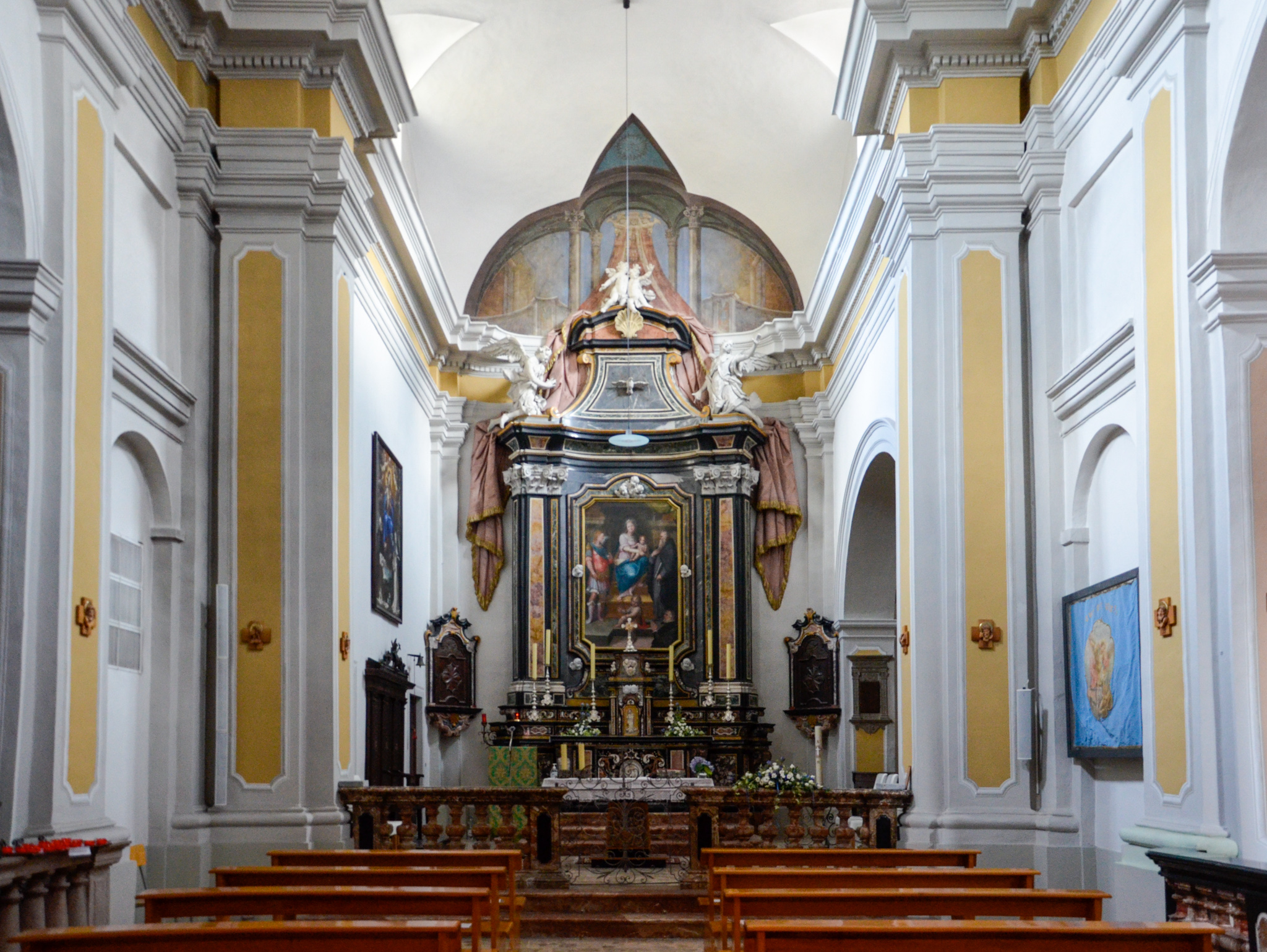
Interno della Chiesa

La chiesa si presenta con una pianta ad unica navata con coro poligonale e copertura a volta a botte. L'aula è circondata da paraste d'ordine tuscanico che reggono il cornicione perimetrico che si interrompe nel coro per contenere l'altare barocco e la pala d'altare. La navata unica ha a due lati due cappelle e una piccola nicchia con il fonte battesimale. 

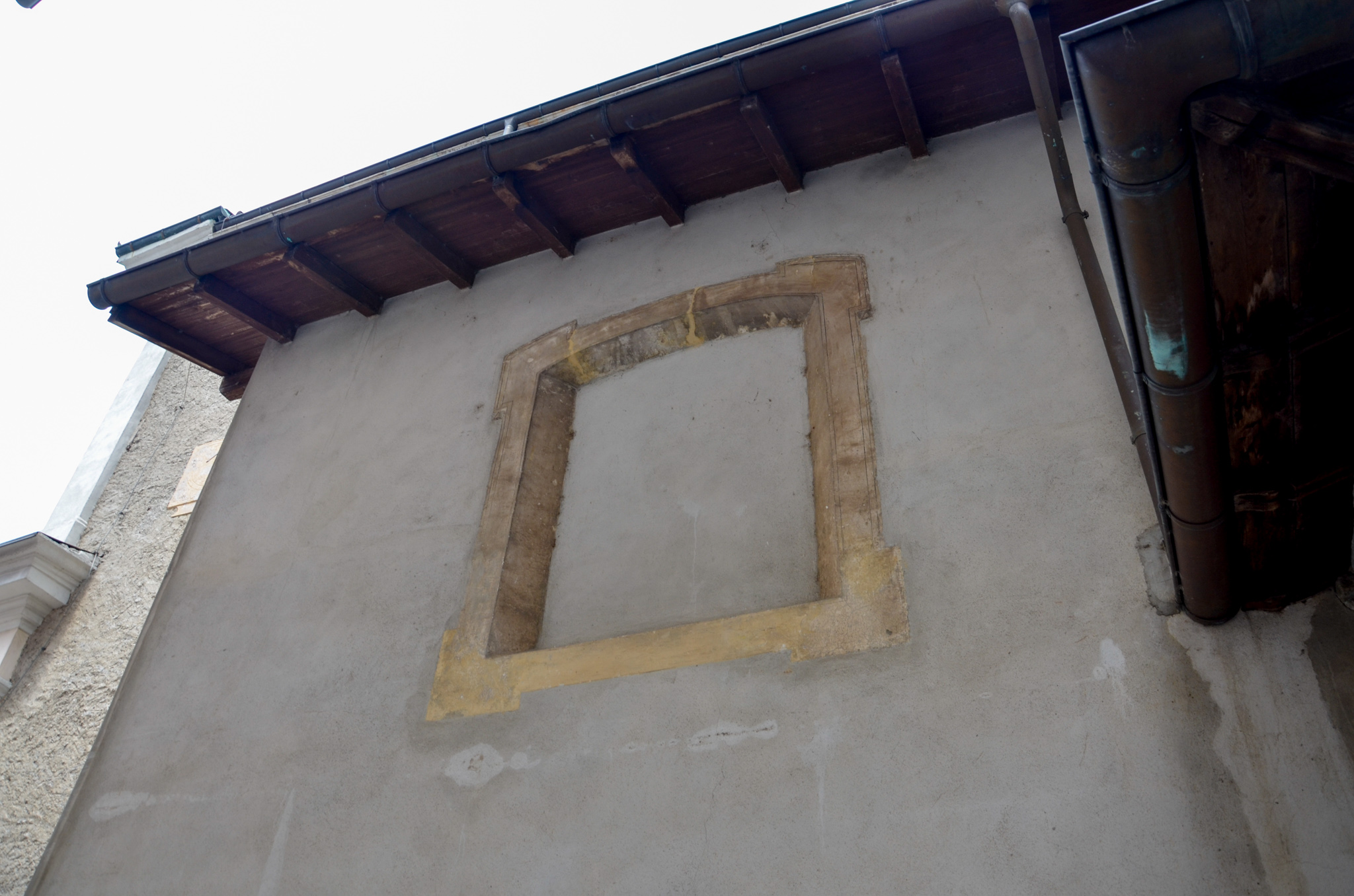
Finestra esterna

A sinistra dell'abside si apre un'aula con accesso esterno separato. L'aula doveva avere una finestra nella parete di fronte all'arco di entrata di cui resta solo la cornice visibile all'esterno.

#### Altare e abside
L'altare maggiore è del 1723 ed è di gusto barocco con mensa e tabernacolo decorati da intarsi marmorei. L'opera fu eseguito dalla Bottega di Bartolomeo Manni di Rovio.
Sull'altare è presente la pala raffigurante la Madonna in trono con san Michele, sant'Antonio abate, san Giovannino e un committente locale (forse Cristoforo de Pomis), opera della seconda metà del secolo XVI di un ignoto pittore romano. La pala è circondata da una cornice marmorea con drappeggio sempre marmoreo. Al culmine c'è il catino con un motivo architettonico a trompe-l'oeil. 

Il coro, realizzato nel 1863, è preceduto da una balaustra di marmo e da una interessante cancellata in ferro battuto.

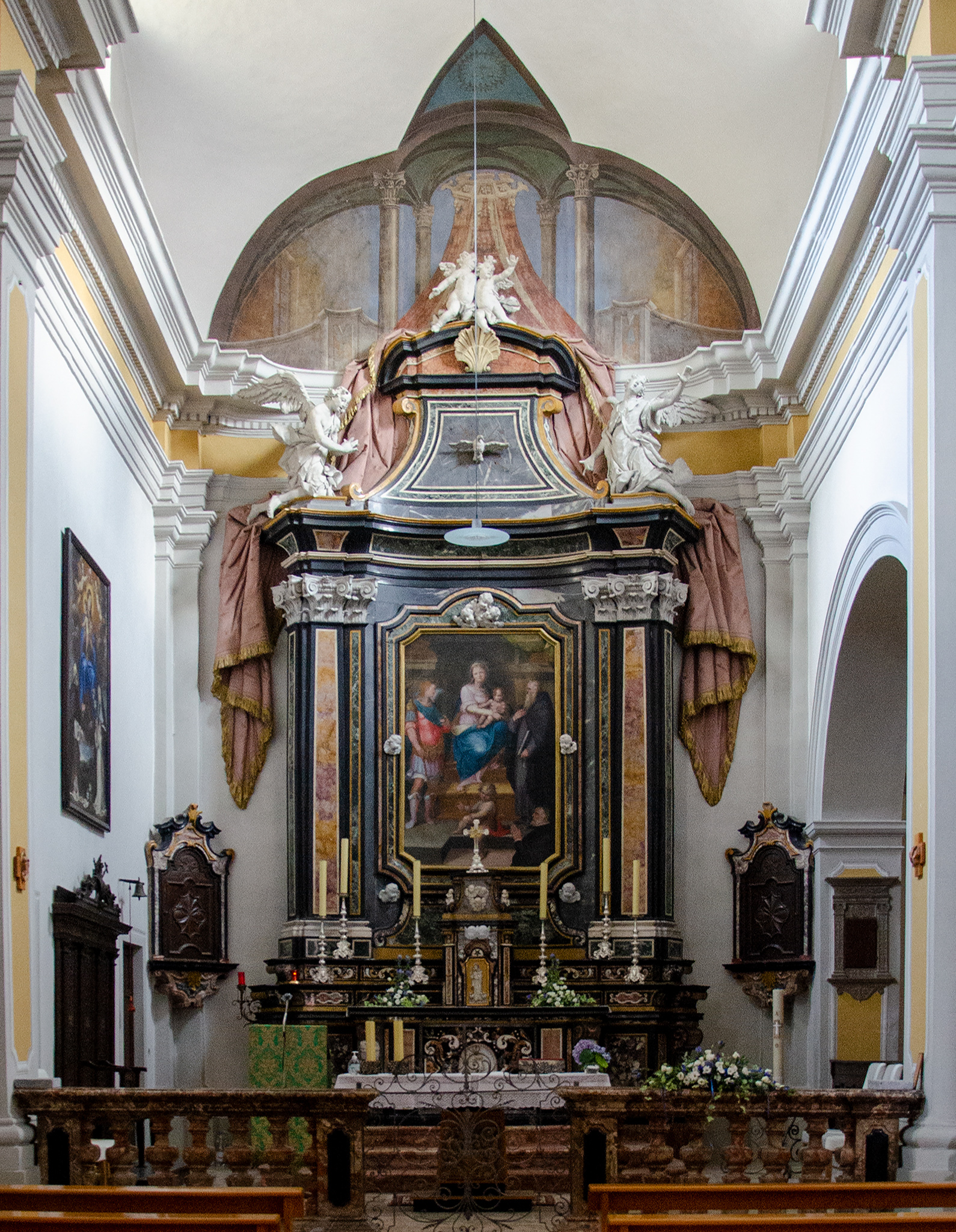
Abside
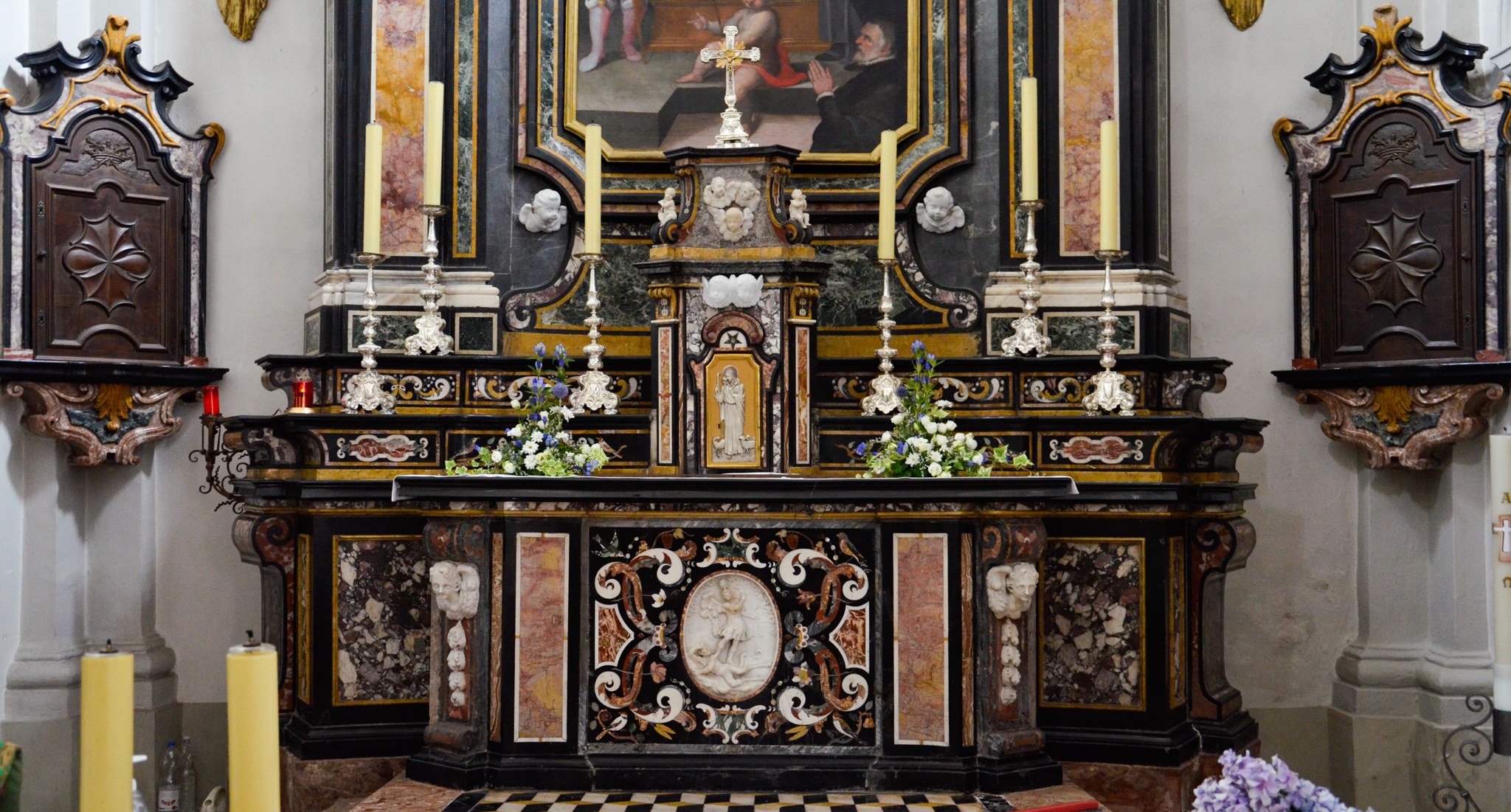
Altare maggiore della bottega di Bartolomeo Manni di Rovio (1723)
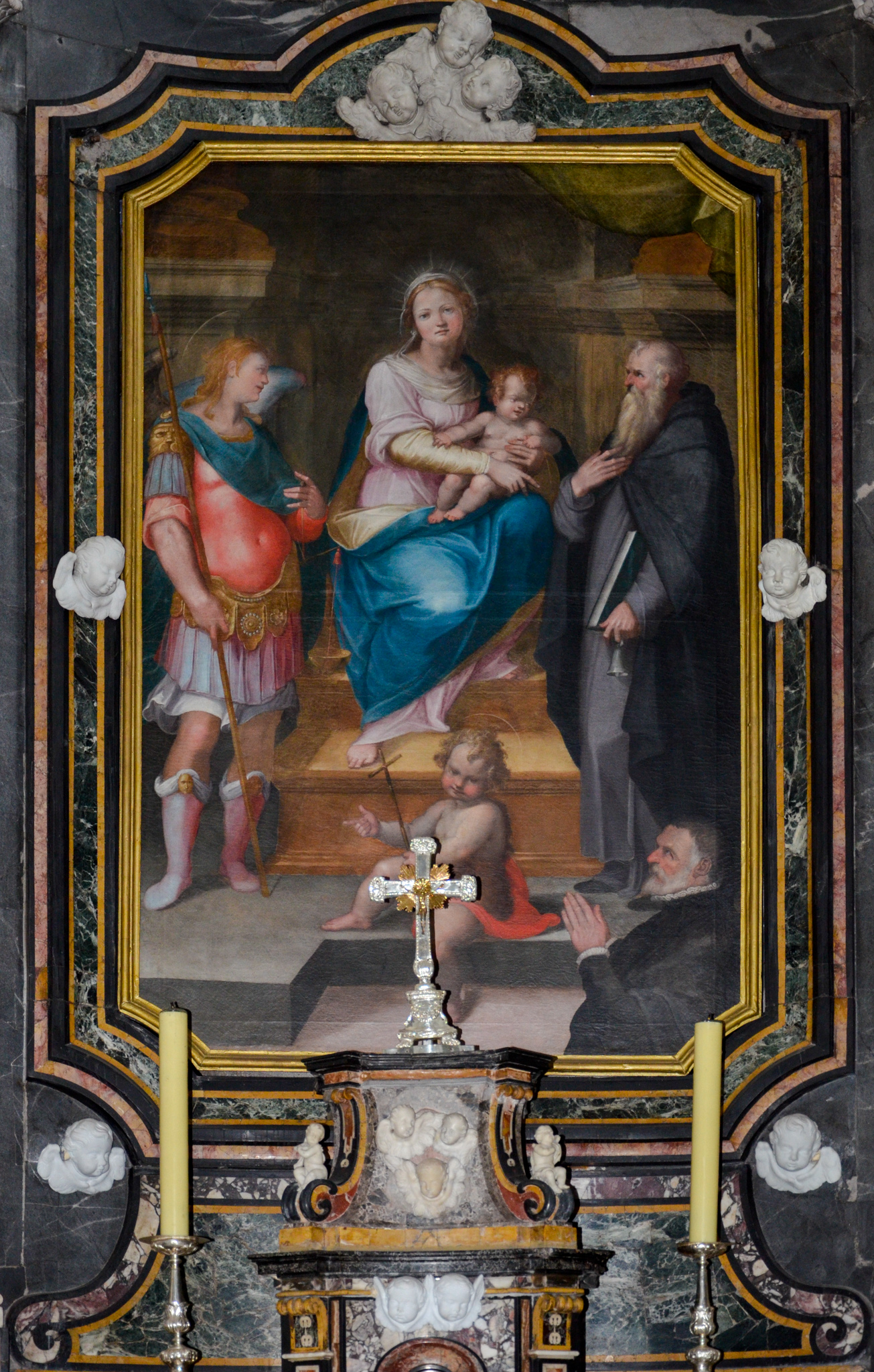
Pala d'altare con Madonna in trono di pittore romano ignoto (XVI secolo)
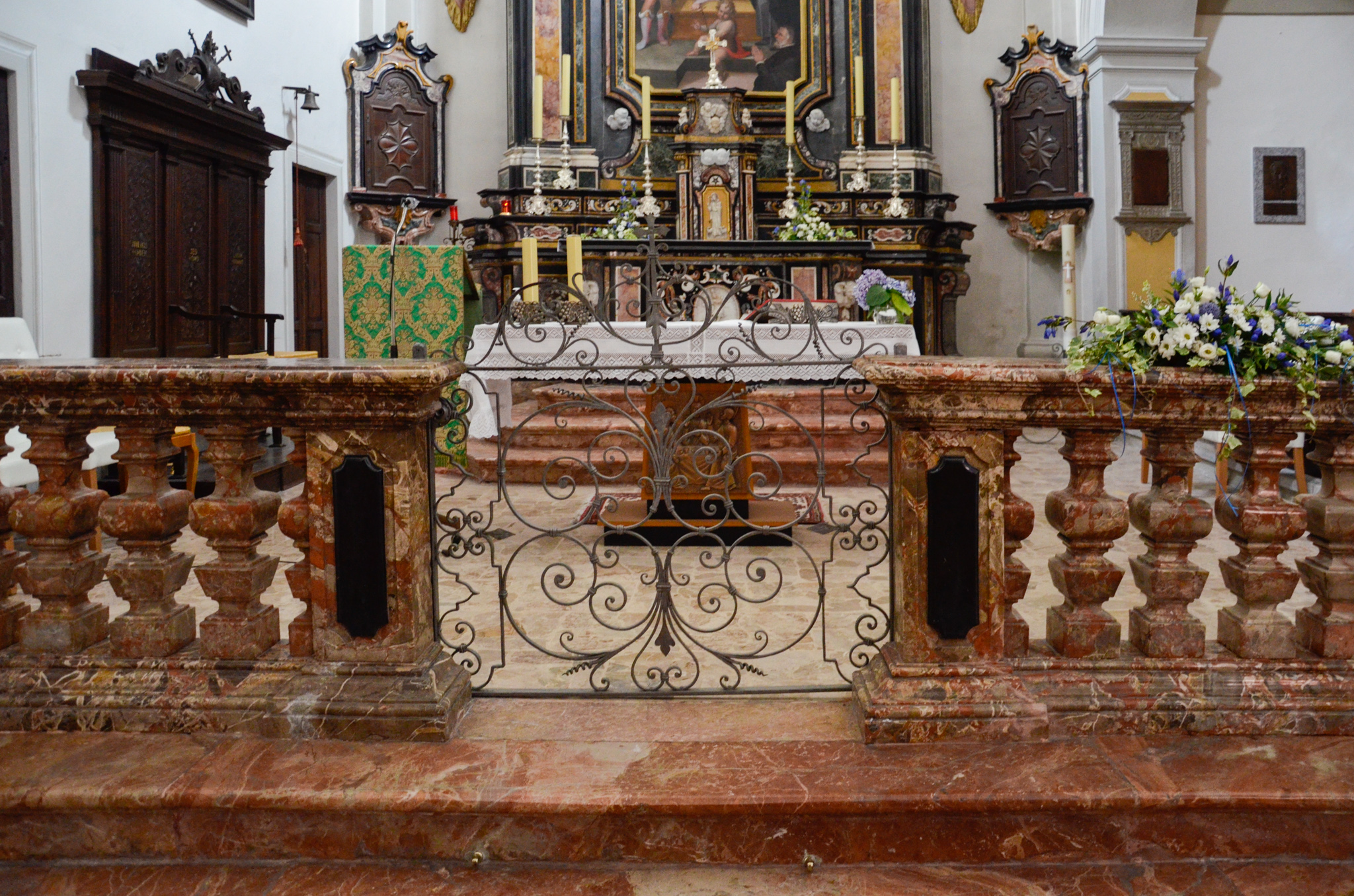
Balaustra
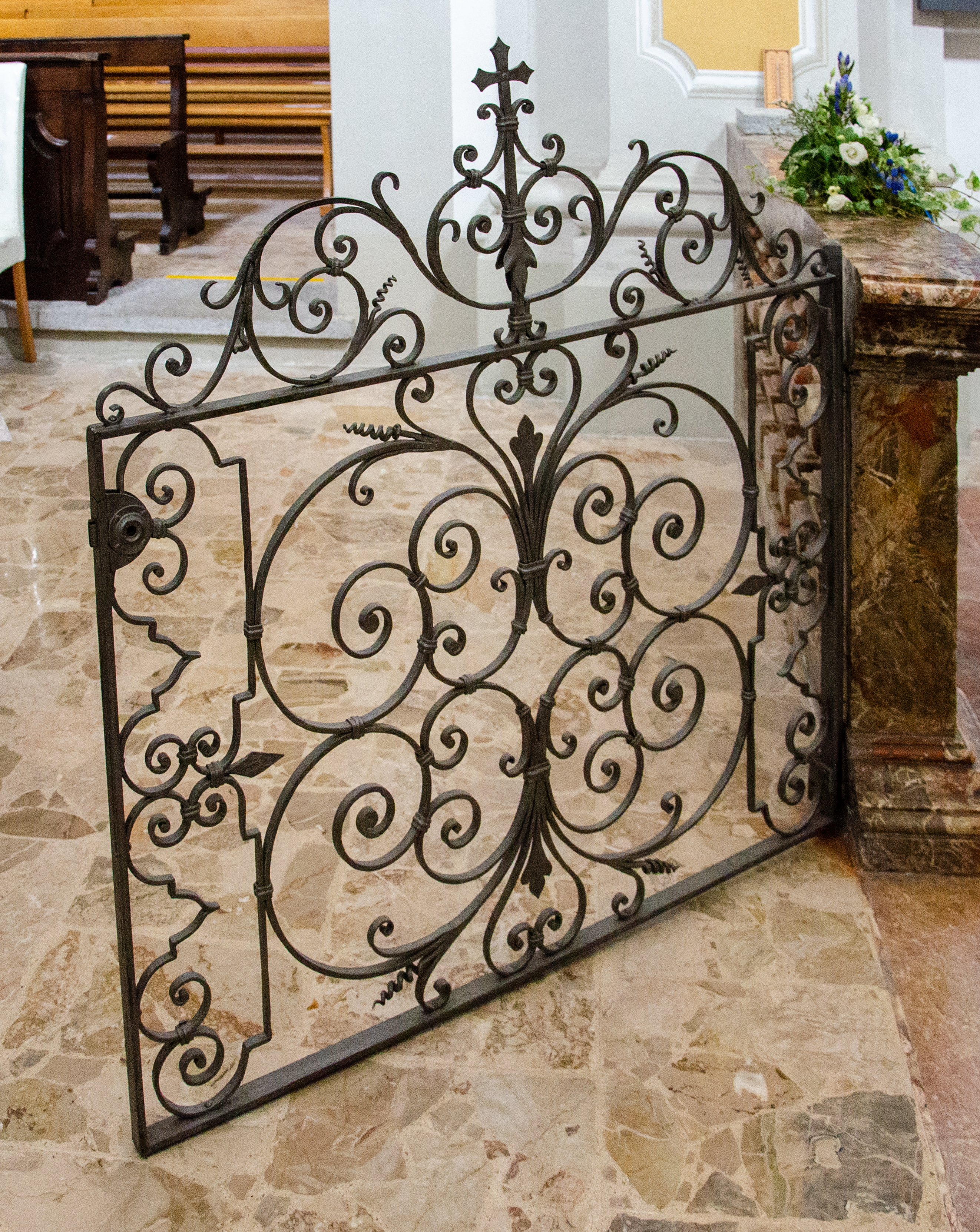
Cancello
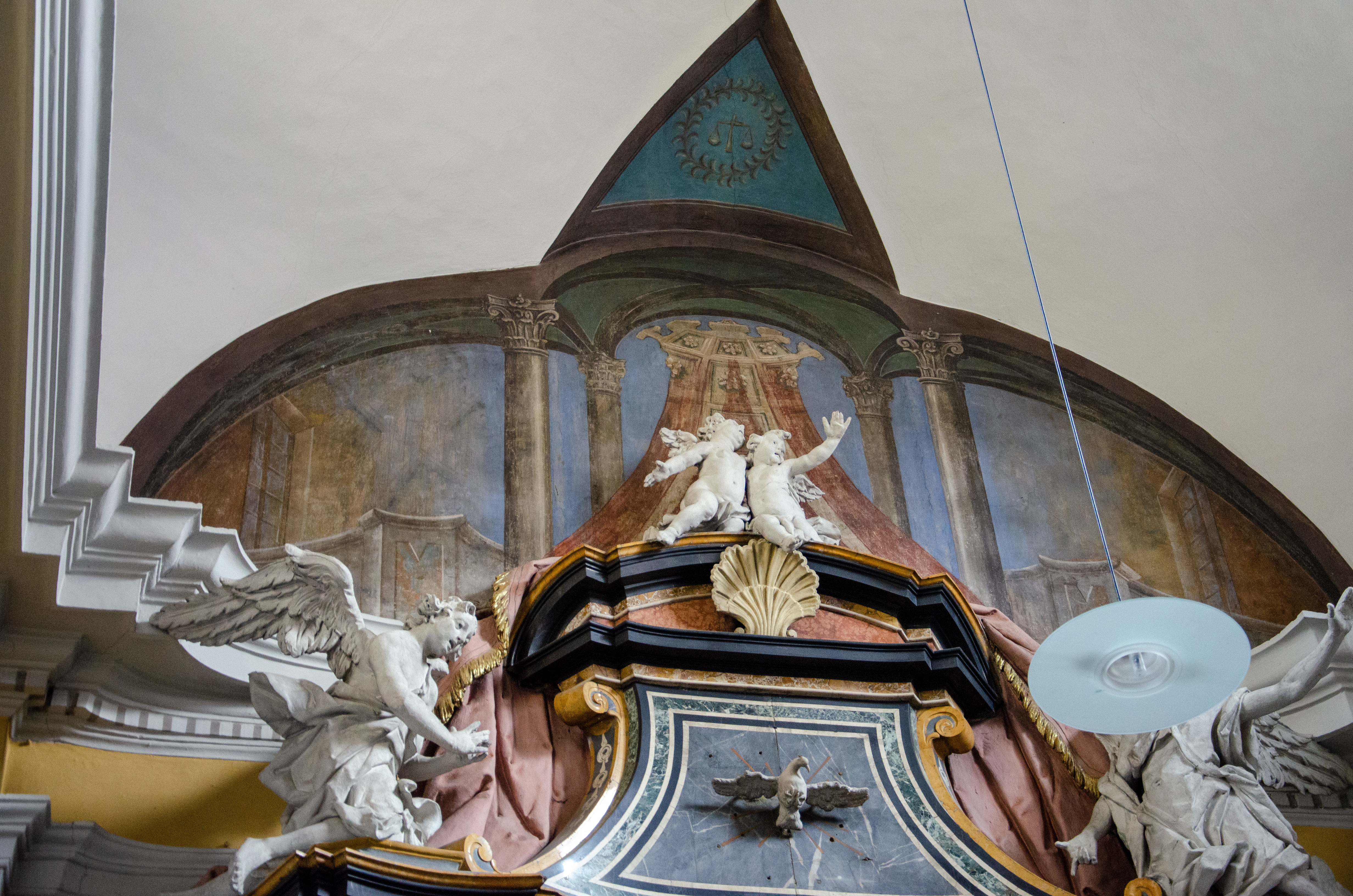
Catino

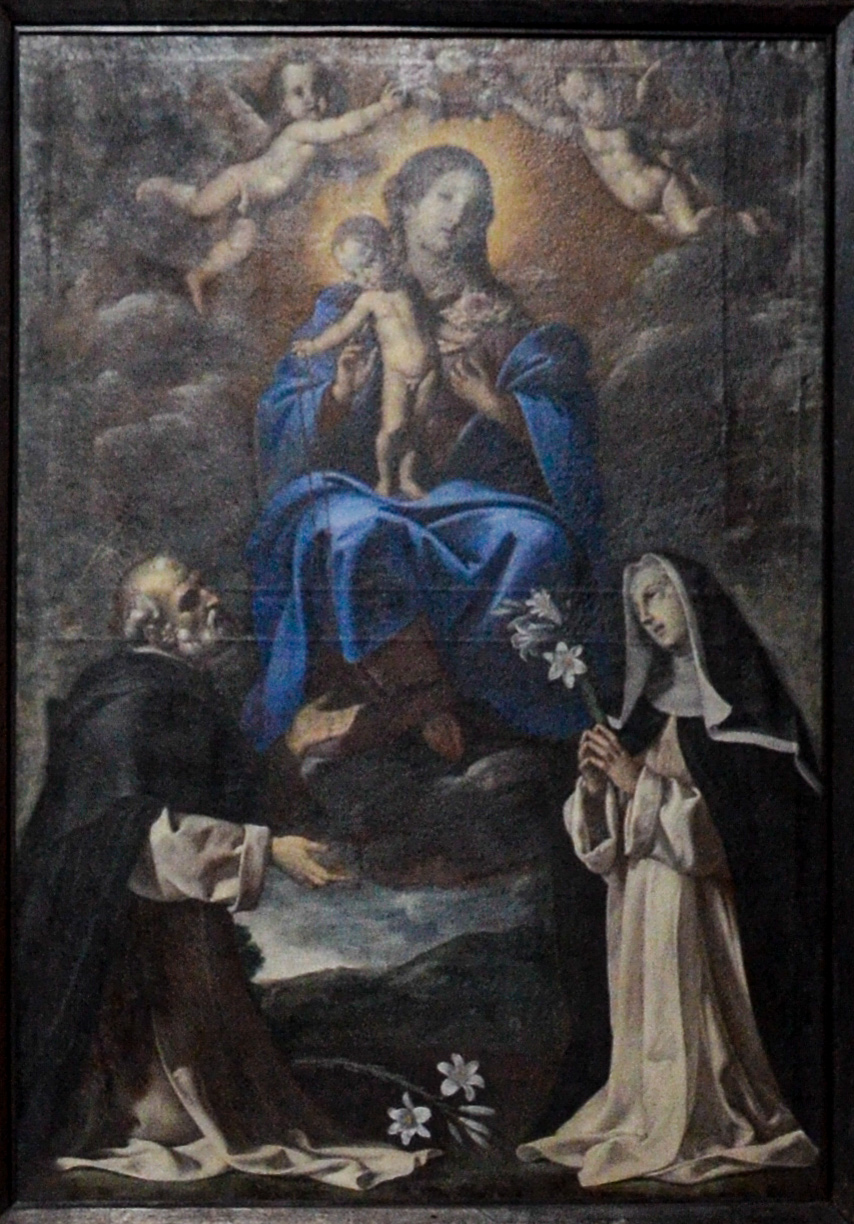
Madonna del Rosario tra san Domenico di Guzmán e santa Caterina da Siena, attribuito al pittore Francesco Torriani

Sulla parete sinistra del coro è presente un olio su tela con la Madonna del Rosario tra san Domenico di Guzmán e santa Caterina da Siena, attribuito al pittore Francesco Torriani di Mendrisio degli anni 1663-1670. Sotto al dipinto è posto uno scranno intarsiato di Ambrogio Poma del 1897.
A destra del coro si apre un'aula a cui si accede anche da una porta esterna posta su un lato della chiesa. 
L'aula contiene un affresco raffigurante la Madonna in trono e san Rocco, strappato nel 1953 da una casa privata del villaggio. Il dipinto si avvicina a quelli di Antonio da Tradate, e viene datato alla fine del secolo XV.

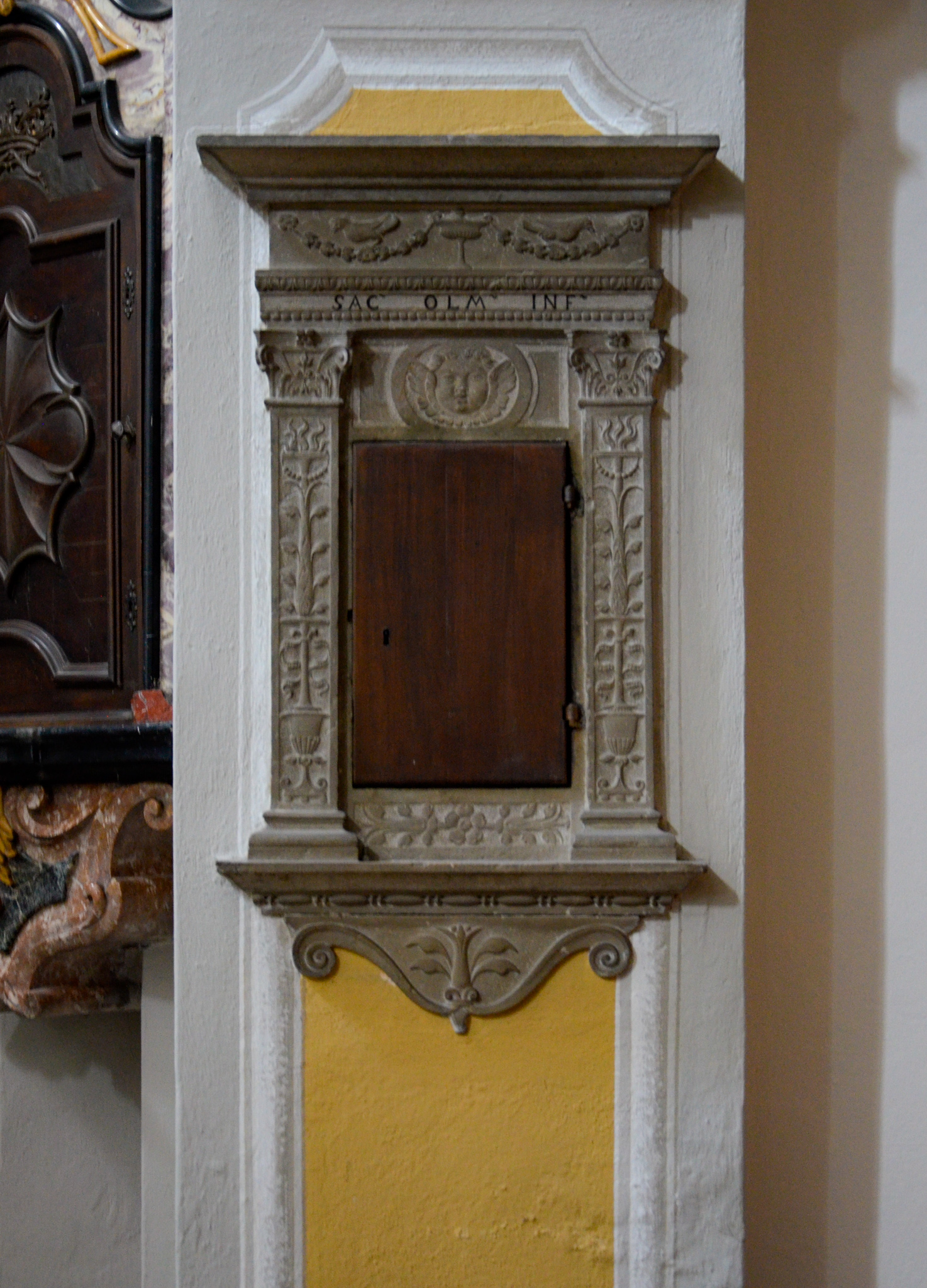
Armadietto rinascimentale per gli Oli Santi in pietra di Saltrio

Su una parasta dell'aula e a destra dell'altare maggiore si trova un armadietto rinascimentale per gli Oli Santi in pietra di Saltrio dell'inizio del secolo XVI.
Nell'aula si trovano anche due lapidi: una dedicata al parroco Fedele Poli (1827-1927) da parte della città di Pura, e una seconda dedicata al parroco Francesco Andreolotti (?-1833) da parte della stessa popolazione di Brusino Arsizio per il centenario della morte.

#### Navata e cappelle
La navata si presenta senza decorazioni neanche al soffitto ed è semplicemente scandita da lesene e paraste. 
A destra si ha la cappella della Vergine con un altare e balaustra barocco in marmo del 1752 e con la statua lignea della Madonna opera di Giampaolo Peverelli  del 1753 mentre il tabernacolo marmoreo è di Giorgio Olgiati del 1820. 
A sinistra un vano ospita la cappella del crocifisso con altare asportato e l'olio su tela con il Crocifisso e san Francesco d'Assisi e sant'Antonio di Padova, opera del 1827 di Abbondio Bagutti (1788-1850) di Rovio. 

#### Fonte battesimale e controfacciata
Sempre a sinistra accanto all'entrata una nicchia contiene il Fonte battesimale di pietra con coperchio ligneo del secolo XVI sormontato da un medaglione parzialmente nascosto dalla cantoria recante l'affresco del Battesimo di Gesù in cornice stuccata databile alla fine del secolo XVII. 
Sulla controfacciata si può ammirare l'organo di Carlo Marzoli & Rossi del 1914, con parziale riutilizzo delle canne del precedente organo del 1844-1845 opera di Giacomo Mascioni di Cuvio.

### Tutela
La chiesa è riconosciuta di interesse locale dal Inventario dei beni culturali (IBC) del Canton Ticino mentre alcuni elementi interni, tra cui elementi del coro e dipinti, sono riconosciuti di interesse cantonale.